# Maramuresch-Gebirge
Das Maramuresch-Gebirge (rumänisch Munții Maramureșului, ukrainisch Мармароський масив Marmaroskyj Massyw, polnisch Karpaty Marmaroskie; ungarisch Máramarosi-havasok), volkstümlich auch Huzulische Alpen ist ein Gebirgszug der Ostkarpaten im Norden Rumäniens und ein kleiner Teil im Westen der Ukraine.
Der Gebirgszug liegt im rumänischen Kreis Maramureș und im Rajon Rachiw im Südosten der ukrainischen Oblast Transkarpatien. Außerdem befindet sich ein kleiner Teil des Gebirges in der ukrainischen Oblast Iwano-Frankiwsk mit dem Hnatassja als dem südlichen Gipfel der ukrainischen Karpaten. Zu den höchsten Erhebungen zählen der in Rumänien liegende Vârful Farcău mit 1961 m und der in der Ukraine befindliche Pip Iwan Maramureș mit 1938 m.
Die Munții Maramureșului in Rumänien haben eine Ausdehnung von, nach unterschiedlichen Angaben, 1334,18 km² oder 1488,50 km².
Auf dem Areal des Gebirgszugs befindet sich auch die rumänischen Naturschutzgebiete Vârful Farcău - Lacul Vinderelu - Vârful Mihăilecu auf einer Fläche von 2586 Hektar, Poiana cu narcise Tomnatec - Sehleanu auf 2588 Hektar und das Stâncăriile Sâlhoi - Zâmbroslavele auf 2569 Hektar.